# Saint-Christophe-d'Allier
Saint-Christophe-d'Allier é uma comuna francesa na região administrativa de Auvérnia-Ródano-Alpes, no departamento de Alto Loire. Estende-se por uma área de 19,88 km². Em 2010 a comuna tinha 93 habitantes (densidade: 4,7 hab./km²).